# 表親
表親是指藉着父母的兄弟姐妹而連結的异姓血親。父母的表亲对子女而言也是表亲，現代細分的時候稱之爲二代表親，而父母的兄弟姊妹的直系後代則稱之爲一代表親。以此類推，還有三代、四代等。如果一種表親關係不是可用此稱謂的親屬中親緣最近的（如，「表兄弟」最近的親緣就是父母的兄弟姊妹的子女，屬於一代表親。而「表叔」關係最近的親緣就是父母的一代表兄，屬於本人的二代表親），就會在前面加上遠房二字加以區分，稱爲“遠房表弟”、“遠房表叔”等。同時，“遠房表親”也泛指一切非一代的表親。
表親也稱外戚、母家、妻家等。「外戚干政」成爲問題是因爲周代以來中國社會權力自然屬於男性網絡即堂親。
东亚以外的文化中，若不对此类血亲进行来自父系或母系的区分，可统称为堂表親。

## 东亚文化
东亚文化圈中，尤其是中华文化，父亲的兄弟则进一步形成了堂亲的概念。在這類文化中，表親這一稱呼不包含任何堂亲。父親的姐妹稱為姑，其姻親子嗣皆為姑表親，姑表兄弟姊妹為「甥」。母親的兄弟稱為舅，其姻親子嗣皆為舅表親。母親的姐妹稱為姨，其姻親子嗣皆為姨表親。「姑表親」和「舅表親」相對應：對於你的姑表親而言，你是他們的舅表親；對於你的舅表親而言，你是他們的姑表親。在更重父系的地方，「姑表親」有時也涵蓋「舅表親」，反之亦然。「姨表親」和「姨表親」相對應：對於你的姨表親而言，你亦是他們的姨表親。粗略地來説，如果不考慮改姓、從母姓等特殊情況，那麼除了父母及兩人的直系後代之外，凡來自母親一方但与母亲娘家异姓的血親（母亲的姐妹及其後代，以及母亲的表亲）及該等血親帶來的姻親全部是姨表親；來自母親一方且与母亲娘家同姓的血親（母親的兄弟及其後代，以及母親的堂親）及該等血親帶來的姻親全部是舅表親；來自父親一方且与父亲異姓的血親（父亲的姐妹及其後代，以及父亲的表亲）及該等血親帶來的姻親全部是姑表親；來自父親一方且与父亲同姓的血親（父亲兄弟及其後代，以及父亲的堂亲）及該等血親帶來的姻親全部是堂亲。父親的親姐妹及母親的親兄弟姊妹的直系後代为本人的表兄/弟/姊/妹，父母的表兄弟姊妹的直系後代为本人的从表兄/弟/姊/妹，以亲属关系远近依次称为从表兄/弟/姊/妹、二从表/兄/弟/姊/妹、三从表兄/弟/姊/妹等；从表兄/弟/姊/妹中又进一步细分为表表兄/弟/姊/妹、堂表兄/弟/姊/妹和表堂兄/弟/姊/妹，但二从表兄/弟/姊/妹以上的简化统称为再从表兄/弟/姊/妹，且口语中一般多只以表兄/弟/姊/妹简称之，一般仅在前面加上遠房二字加以區分，簡稱爲「遠房表弟」、「遠房表叔」等。中国传统习俗上，表親中舅舅（母亲的兄弟）比姨妈（母亲的姐妹）更为亲近、尊贵。舅舅是母亲家族的父權代表。
中国古代社会中，同姓的堂亲往往会形成宗族，历经数代人仍可维持为紧密的关系。而表亲则相反，華北習稱：「一表三千里」，形容表親可以是極為疏遠。粵語俗諺說：「一代親，兩代表，三代咀藐藐」；閩南語俗語則為「一代親，兩代表，三代散了了」；閩東語俗語則為「一代親，二代表，三代快去伓使表」（「伓使」諧音「伊嬭」）。意思就是說：到了第三代的表親，關係已經非常疏離，幾乎沒有任何联系。不過，雖然「兩代表」仍然被視作有血緣關係，是否結為姻親，可視各國當地法律及個別觀念而定。
在朝鮮半島，人們習慣用距離來作親屬間的稱謂。他們稱呼表兄弟姊妹為「外四寸」（외사촌），而「外四寸同生」（외사촌동생）就是表弟或表妹的意思。

## 关系称呼
表兄、表嫂
姑母、姨母或舅父的儿子中，比自己年长的称为表兄；表兄的妻子为表嫂。
- 姑表兄、姑表嫂

姑母的儿子中，比自己年长的称为姑表兄；姑表兄的妻子为姑表嫂。
- 舅表兄、舅表嫂

舅父的儿子中，比自己年长的称为舅表兄；舅表兄的妻子为舅表嫂。
- 姨表兄、姨表嫂

姨母的儿子中，比自己年长的称为姨表兄；姨表兄的妻子为姨表嫂。
表弟、表弟媳
姑母、姨母或舅父的儿子中，比自己年幼的称为表弟；表弟的妻子为表弟媳。
- 姑表弟、姑表弟媳

姑母的儿子中，比自己年幼的称为姑表弟；姑表弟的妻子为姑表弟媳。
- 舅表弟、舅表弟媳

舅父的儿子中，比自己年幼的称为舅表弟；舅表弟的妻子为舅表弟媳。
- 姨表弟、姨表弟媳

姨母的儿子中，比自己年幼的称为姨表弟；姨表弟的妻子为姨表弟媳。
表姐、表姐夫
姑母、姨母或舅父的女儿中，比自己年长的称为表姐；表姐的丈夫为表姐夫。
- 姑表姐、姑表姐夫

姑母的女儿中，比自己年长的称为姑表姐；姑表姐的丈夫为姑表姐夫。
- 舅表姐、舅表姐夫

舅父的女儿中，比自己年长的称为舅表姐；舅表姐的丈夫为舅表姐夫。
- 姨表姐、姨表姐夫

姨母的女儿中，比自己年长的称为姨表姐；姨表姐的丈夫为姨表姐夫。
表妹、表妹夫
姑母、姨母或舅父的女儿中，比自己年幼的称为表妹；表妹的丈夫为表妹夫。
- 姑表妹、姑表妹夫

姑母的女儿中，比自己年幼的称为姑表妹；姑表妹的丈夫为姑表妹夫。
- 舅表妹、舅表妹夫

舅父的女儿中，比自己年幼的称为舅表妹；舅表妹的丈夫为舅表妹夫。
- 姨表妹、姨表妹夫

姨母的女儿中，比自己年幼的称为姨表妹；姨表妹的丈夫为姨表妹夫。
表伯、表伯母
父亲的表哥称为表伯；表伯的妻子为表伯母（表嬤嬤）。
- 姑表伯、姑表伯母

父亲的姑表哥称为姑表伯；姑表伯的妻子为姑表伯母（姑表嬤嬤）。
- 舅表伯、舅表伯母

父亲的舅表哥称为舅表伯；舅表伯的妻子为舅表伯母（舅表嬤嬤）。
- 姨表伯、姨表伯母

父亲的姨表哥称为姨表伯；姨表伯的妻子为姨表伯母（姨表嬤嬤）。
表叔、表婶
父亲的表弟称为表叔；表叔的妻子为表婶。
- 姑表叔、姑表婶

父亲的姑表弟称为姑表叔；姑表叔的妻子为姑表婶。
- 舅表叔、舅表婶

父亲的舅表弟称为舅表叔；舅表叔的妻子为舅表婶。
- 姨表叔、姨表婶

父亲的姨表弟称为姨表叔；姨表叔的妻子为姨表婶。
表姑、表姑父
父亲的表姐和表妹称为表姑；表姑的丈夫为表姑父（表姑丈）。
- 姑表姑、姑表姑父

父亲的姑表姐和姑表妹称为姑表姑；姑表姑的丈夫为姑表姑父（姑表姑丈）。
- 舅表姑、舅表姑父

父亲的舅表姐和舅表妹称为舅表姑；舅表姑的丈夫为舅表姑父（舅表姑丈）。
- 姨表姑、姨表姑父

父亲的姨表姐和姨表妹称为姨表姑；姨表姑的丈夫为姨表姑父（姨表姑丈）。
表舅、表舅母
母亲的表哥和表弟称为表舅；表舅的妻子为表舅母。
- 姑表舅、姑表舅母

母亲的姑表哥和姑表弟称为姑表舅；姑表舅的妻子为姑表舅母。
- 舅表舅、舅表舅母

母亲的舅表哥和舅表弟称为舅表舅；舅表舅的妻子为舅表舅母。
- 姨表舅、姨表舅母

母亲的姨表哥和姨表弟称为姨表舅；姨表舅的妻子为姨表舅母。
表姨、表姨父
母亲的表姐和表妹称为表姨；表姨的丈夫为表姨父（表姨丈）。
- 姑表姨、姑表姨父

母亲的姑表姐和姑表妹称为姑表姨；姑表姨的丈夫为姑表姨父（姑表姨丈）。
- 舅表姨、舅表姨父

母亲的舅表姐和舅表妹称为舅表姨；舅表姨的丈夫为舅表姨父（舅表姨丈）。
- 姨表姨、姨表姨父

母亲的姨表姐和姨表妹称为姨表姨；姨表姨的丈夫为姨表姨父（姨表姨丈）。
堂舅、堂舅母
母亲的堂哥和堂弟称为堂舅；堂舅的妻子为堂舅母。
堂姨、堂姨父
母亲的堂姐和堂妹称为堂姨；堂姨的丈夫为堂姨父（堂姨丈）。
表侄、表侄媳
表兄、表弟的儿子称为表侄(子) ；表侄的妻子为表侄媳。
- 姑表侄、姑表侄媳

姑表兄、姑表弟的儿子称为姑表侄(子) ；姑表侄的妻子为姑表侄媳。
- 舅表侄、舅表侄媳

舅表兄、舅表弟的儿子称为舅表侄(子) ；舅表侄的妻子为舅表侄媳。
- 姨表侄、姨表侄媳

姨表兄、姨表弟的儿子称为姨表侄(子) ；姨表侄的妻子为姨表侄媳。
表姪(女) 、表姪(女) 婿
表兄、表弟的女儿称为表姪(女) ；表姪(女) 的丈夫为表姪(女) 婿。
- 姑表姪(女) 、姑表姪(女) 婿

姑表兄、姑表弟的女儿称为姑表姪(女) ；姑表姪(女) 的丈夫为姑表姪(女) 婿。
- 舅表姪(女) 、舅表姪(女) 婿

舅表兄、舅表弟的女儿称为舅表姪(女) ；舅表姪(女) 的丈夫为舅表姪(女) 婿。
- 姨表姪(女) 、姨表姪(女) 婿

姨表兄、姨表弟的女儿称为姨表姪(女) ；姨表姪(女) 的丈夫为姨表姪(女) 婿。
表(外)甥、表(外)甥媳
表姐、表妹的儿子称为表(外)甥；表(外)甥的妻子为表(外)甥媳。
- 姑表(外)甥、姑表(外)甥媳

姑表姐、姑表妹的儿子称为姑表(外)甥；姑表(外)甥的妻子为姑表(外)甥媳。
- 舅表(外)甥、舅表(外)甥媳

舅表姐、舅表妹的儿子称为舅表(外)甥；舅表(外)甥的妻子为舅表(外)甥媳。
- 姨表(外)甥、姨表(外)甥媳

姨表姐、姨表妹的儿子称为姨表(外)甥；姨表(外)甥的妻子为姨表(外)甥媳。
表(外)甥女、表(外)甥女婿
表姐、表妹的女儿称为表(外)甥女；表(外)甥女的丈夫为表(外)甥女婿。
- 姑表(外)甥女、姑表(外)甥女婿

姑表姐、姑表妹的女儿称为姑表(外)甥女；姑表(外)甥女的丈夫为姑表(外)甥女婿。
- 舅表(外)甥女、舅表(外)甥女婿

舅表姐、舅表妹的女儿称为舅表(外)甥女；舅表(外)甥女的丈夫为舅表(外)甥女婿。
- 姨表(外)甥女、姨表(外)甥女婿

姨表姐、姨表妹的女儿称为姨表(外)甥女；姨表(外)甥女的丈夫为姨表(外)甥女婿。
表表兄、表表嫂
表姑、表姨、表舅的儿子中，比自己年长的为表表兄，口语中多只简称表兄；表表兄的妻子为表表嫂。
表表弟、表表弟媳
表姑、表姨、表舅的儿子中，比自己年幼的为表表弟，口语中多只简称表弟；表表弟的妻子为表表弟媳。
表表姐、表表姐夫
表姑、表姨、表舅的女儿中，比自己年长的为表表姐，口语中多只简称表姐；表表姐的丈夫为表表姐夫。
表表妹、表表妹夫
表姑、表姨、表舅的女儿中，比自己年幼的为表表妹，口语中多只简称表妹；表表妹的丈夫为表表妹夫。
堂表兄、堂表嫂
堂姑(父亲的堂姊妹)、堂姨、堂舅的儿子中，比自己年长的为堂表兄；堂表兄的妻子为堂表嫂。
堂表弟、堂表弟媳
堂姑、堂姨、堂舅的儿子中，比自己年幼的为堂表弟；堂表弟的妻子为堂表弟媳。
堂表姐、堂表姐夫
堂姑、堂姨、堂舅的女儿中，比自己年长的为堂表姐；堂表姐的丈夫为堂表姐夫。
堂表妹、堂表妹夫
堂姑、堂姨、堂舅的女儿中，比自己年幼的为堂表妹；堂表妹的丈夫为堂表妹夫。
表堂兄、表堂嫂
表伯、表叔的儿子中，比自己年长的为表堂兄；表堂兄的妻子为表堂嫂。
表堂弟、表堂弟媳
表伯、表叔的儿子中，比自己年幼的为表堂弟；表堂弟的妻子为表堂弟媳。
表堂姐、表堂姐夫
表伯、表叔的女儿中，比自己年长的为表堂姐；表堂姐的丈夫为表堂姐夫。
表堂妹、表堂妹夫
表伯、表叔的女儿中，比自己年幼的为表堂妹；表堂妹的丈夫为表堂妹夫。
表表侄、表表侄媳
表表兄、表表弟的儿子为表表侄(子)，口语中多只简称表侄(子)；表表侄的妻子为表表侄媳。
表表姪(女) 、表表姪(女)婿
表表兄、表表弟的女儿为表表姪(女)，口语中多只简称表姪(女)；表表姪(女)的丈夫为表表姪(女) 婿。
表表(外)甥、表表(外)甥媳
表表姐、表表妹的儿子为表表(外)甥，口语中多只简称表(外)甥；表表(外)甥的妻子为表表(外)甥媳。
表表(外)甥女、表表(外)甥女婿
表表姐、表表妹的女儿为表表(外)甥(女)，口语中多只简称表(外)甥(女)；表表(外)甥女的丈夫为表表(外)甥女婿。
堂表侄、堂表侄媳
堂表兄、堂表弟的儿子为堂表侄(子)；堂表侄的妻子为堂表侄媳。
堂表姪(女) 、堂表姪(女) 婿
堂表兄、堂表弟的女儿为堂表姪(女)；堂表姪(女)的丈夫为堂表姪(女) 婿。
堂表(外)甥、堂表(外)甥媳
堂表姐、堂表妹的儿子为堂表(外)甥；堂表(外)甥的妻子为堂表(外)甥媳。
堂表(外)甥女 、堂表(外)甥女 婿
堂表姐、堂表妹的女儿为堂表(外)甥女；堂表(外)甥女的丈夫为堂表(外)甥女婿。
表堂侄、表堂侄媳
表堂兄、表堂弟的儿子为表堂侄(子)；表堂侄的妻子为表堂侄媳。
表堂姪(女) 、表堂姪(女) 婿
表堂兄、表堂弟的女儿为表堂姪(女)；表堂姪(女)的丈夫为表堂姪(女) 婿。
表堂(外)甥、表堂(外)甥媳
表堂姐、表堂妹的儿子为表堂(外)甥；表堂(外)甥的妻子为表堂(外)甥媳。
表堂(外)甥女 、表堂(外)甥女婿
表堂姐、表堂妹的女儿为表堂(外)甥女；表堂(外)甥女的丈夫为表堂(外)甥女婿。
表表伯、表表伯母
父亲的表表哥称为表表伯；表表伯的妻子为表表伯母（表表嬤嬤）。
表表叔、表表婶
父亲的表表弟称为表表叔；表表叔的妻子为表表婶。
表表姑、表表姑父
父亲的表表姐和表表妹称为表表姑；表表姑的丈夫为表表姑父（表表姑丈）。
表表舅、表表舅母
母亲的表表哥和表表弟称为表表舅；表表舅的妻子为表表舅母。
表表姨、表表姨父
母亲的表表姐和表表妹称为表表姨；表表姨的丈夫为表表姨父（表表姨丈）。
堂表伯、堂表伯母
父亲的堂表哥称为堂表伯；堂表伯的妻子为堂表伯母（堂表嬤嬤）。
堂表叔、堂表婶
父亲的堂表弟称为堂表叔；堂表叔的妻子为堂表婶。
堂表姑、堂表姑父
父亲的堂表姐和堂表妹称为堂表姑；堂表姑的丈夫为堂表姑父（堂表姑丈）。
堂表舅、堂表舅母
母亲的堂表哥和堂表弟称为堂表舅；堂表舅的妻子为堂表舅母。
堂表姨、堂表姨父
母亲的堂表姐和堂表妹称为堂表姨；堂表姨的丈夫为堂表姨父（堂表姨丈）。
表堂伯、表堂伯母
父亲的表堂哥称为表堂伯；表堂伯的妻子为表堂伯母（表堂嬤嬤）。
表堂叔、表堂婶
父亲的表堂弟称为表堂叔；表堂叔的妻子为表堂婶。
表堂姑、表堂姑父
父亲的表堂姐和表堂妹称为表表姑；表堂姑的丈夫为表表姑父（表表姑丈）。
表堂舅、表堂舅母
母亲的表堂哥和表堂弟称为表堂舅；表堂舅的妻子为表堂舅母。
表堂姨、表堂姨父
母亲的表堂姐和表堂妹称为表堂姨；表堂姨的丈夫为表堂姨父（表堂姨丈）。
堂伯/堂叔/堂姑
父亲的堂兄弟姐妹属于堂亲。

## 母系家族稱謂表
|                        |                        | 外曾祖父（太姥爷）     | 外曾祖父（太姥爷）     | 外曾祖父（太姥爷）     | 外曾祖父（太姥爷）     | 外曾祖父（太姥爷） | 外曾祖父（太姥爷） |                     |                     |                     |                     |                     |                     | 外曾祖母（太姥姥） | 外曾祖母（太姥姥） | 外曾祖母（太姥姥） | 外曾祖母（太姥姥） | 外曾祖母（太姥姥） | 外曾祖母（太姥姥） |              |              |      |      |              |              |                |                |                |                |                |                |                     |                     |                     |                     |                     |                     |                |                |                     |                     | 外曾祖父（太姥爷）  | 外曾祖父（太姥爷）  | 外曾祖父（太姥爷）  | 外曾祖父（太姥爷）  | 外曾祖父（太姥爷） | 外曾祖父（太姥爷） |                     |                     |                     |                     |                     |                     | 外曾祖母（太姥姥） | 外曾祖母（太姥姥） | 外曾祖母（太姥姥）  | 外曾祖母（太姥姥）  | 外曾祖母（太姥姥）  | 外曾祖母（太姥姥）  |                     |                     |  |  |
|                        |                        | 外曾祖父（太姥爷）     | 外曾祖父（太姥爷）     | 外曾祖父（太姥爷）     | 外曾祖父（太姥爷）     | 外曾祖父（太姥爷） | 外曾祖父（太姥爷） |                     |                     |                     |                     |                     |                     | 外曾祖母（太姥姥） | 外曾祖母（太姥姥） | 外曾祖母（太姥姥） | 外曾祖母（太姥姥） | 外曾祖母（太姥姥） | 外曾祖母（太姥姥） |              |              |      |      |              |              |                |                |                |                |                |                |                     |                     |                     |                     |                     |                     |                |                |                     |                     | 外曾祖父（太姥爷）  | 外曾祖父（太姥爷）  | 外曾祖父（太姥爷）  | 外曾祖父（太姥爷）  | 外曾祖父（太姥爷） | 外曾祖父（太姥爷） |                     |                     |                     |                     |                     |                     | 外曾祖母（太姥姥） | 外曾祖母（太姥姥） | 外曾祖母（太姥姥）  | 外曾祖母（太姥姥）  | 外曾祖母（太姥姥）  | 外曾祖母（太姥姥）  |                     |                     |  |  |
|                        |                        |                        |                        |                        |                        |                    |                    |                     |                     |                     |                     |                     |                     |                    |                    |                    |                    |                    |                    |              |              |      |      |              |              |                |                |                |                |                |                |                     |                     |                     |                     |                     |                     |                |                |                     |                     |                     |                     |                     |                     |                    |                    |                     |                     |                     |                     |                     |                     |                    |                    |                     |                     |                     |                     |                     |                     |  |  |
|                        |                        |                        |                        |                        |                        |                    |                    |                     |                     |                     |                     |                     |                     |                    |                    |                    |                    |                    |                    |              |              |      |      |              |              |                |                |                |                |                |                |                     |                     |                     |                     |                     |                     |                |                |                     |                     |                     |                     |                     |                     |                    |                    |                     |                     |                     |                     |                     |                     |                    |                    |                     |                     |                     |                     |                     |                     |  |  |
| 叔伯外祖父（叔伯外公） | 叔伯外祖父（叔伯外公） | 叔伯外祖父（叔伯外公） | 叔伯外祖父（叔伯外公） | 叔伯外祖父（叔伯外公） | 叔伯外祖父（叔伯外公） |                    |                    | 姑外祖母（姑外婆）  | 姑外祖母（姑外婆）  | 姑外祖母（姑外婆）  | 姑外祖母（姑外婆）  | 姑外祖母（姑外婆）  | 姑外祖母（姑外婆）  |                    |                    |                    |                    |                    |                    |              |              |      |      |              |              | 外祖父（外公） | 外祖父（外公） | 外祖父（外公） | 外祖父（外公） | 外祖父（外公） | 外祖父（外公） |                     |                     |                     |                     |                     |                     | 外祖母（外婆） | 外祖母（外婆） | 外祖母（外婆）      | 外祖母（外婆）      | 外祖母（外婆）      | 外祖母（外婆）      |                     |                     |                    |                    | 舅外祖父（舅外公）  | 舅外祖父（舅外公）  | 舅外祖父（舅外公）  | 舅外祖父（舅外公）  | 舅外祖父（舅外公）  | 舅外祖父（舅外公）  |                    |                    | 姨外祖母（姨外婆）  | 姨外祖母（姨外婆）  | 姨外祖母（姨外婆）  | 姨外祖母（姨外婆）  | 姨外祖母（姨外婆）  | 姨外祖母（姨外婆）  |  |  |
| 叔伯外祖父（叔伯外公） | 叔伯外祖父（叔伯外公） | 叔伯外祖父（叔伯外公） | 叔伯外祖父（叔伯外公） | 叔伯外祖父（叔伯外公） | 叔伯外祖父（叔伯外公） |                    |                    | 姑外祖母（姑外婆）  | 姑外祖母（姑外婆）  | 姑外祖母（姑外婆）  | 姑外祖母（姑外婆）  | 姑外祖母（姑外婆）  | 姑外祖母（姑外婆）  |                    |                    |                    |                    |                    |                    |              |              |      |      |              |              | 外祖父（外公） | 外祖父（外公） | 外祖父（外公） | 外祖父（外公） | 外祖父（外公） | 外祖父（外公） |                     |                     |                     |                     |                     |                     | 外祖母（外婆） | 外祖母（外婆） | 外祖母（外婆）      | 外祖母（外婆）      | 外祖母（外婆）      | 外祖母（外婆）      |                     |                     |                    |                    | 舅外祖父（舅外公）  | 舅外祖父（舅外公）  | 舅外祖父（舅外公）  | 舅外祖父（舅外公）  | 舅外祖父（舅外公）  | 舅外祖父（舅外公）  |                    |                    | 姨外祖母（姨外婆）  | 姨外祖母（姨外婆）  | 姨外祖母（姨外婆）  | 姨外祖母（姨外婆）  | 姨外祖母（姨外婆）  | 姨外祖母（姨外婆）  |  |  |
|                        |                        |                        |                        |                        |                        |                    |                    |                     |                     |                     |                     |                     |                     |                    |                    |                    |                    |                    |                    |              |              |      |      |              |              |                |                |                |                |                |                |                     |                     |                     |                     |                     |                     |                |                |                     |                     |                     |                     |                     |                     |                    |                    |                     |                     |                     |                     |                     |                     |                    |                    |                     |                     |                     |                     |                     |                     |  |  |
|                        |                        |                        |                        |                        |                        |                    |                    |                     |                     |                     |                     |                     |                     |                    |                    |                    |                    |                    |                    |              |              |      |      |              |              |                |                |                |                |                |                |                     |                     |                     |                     |                     |                     |                |                |                     |                     |                     |                     |                     |                     |                    |                    |                     |                     |                     |                     |                     |                     |                    |                    |                     |                     |                     |                     |                     |                     |  |  |
| 堂舅 堂姨              | 堂舅 堂姨              | 堂舅 堂姨              | 堂舅 堂姨              | 堂舅 堂姨              | 堂舅 堂姨              |                    |                    | 表舅 表姨           | 表舅 表姨           | 表舅 表姨           | 表舅 表姨           | 表舅 表姨           | 表舅 表姨           |                    |                    | 父亲（爸爸）       | 父亲（爸爸）       | 父亲（爸爸）       | 父亲（爸爸）       | 父亲（爸爸） | 父亲（爸爸） |      |      | 母亲（媽媽） | 母亲（媽媽） | 母亲（媽媽）   | 母亲（媽媽）   | 母亲（媽媽）   | 母亲（媽媽）   |                |                | 舅父（舅舅、娘舅）  | 舅父（舅舅、娘舅）  | 舅父（舅舅、娘舅）  | 舅父（舅舅、娘舅）  | 舅父（舅舅、娘舅）  | 舅父（舅舅、娘舅）  |                |                | 姨母（阿姨）        | 姨母（阿姨）        | 姨母（阿姨）        | 姨母（阿姨）        | 姨母（阿姨）        | 姨母（阿姨）        |                    |                    | 表舅 表姨           | 表舅 表姨           | 表舅 表姨           | 表舅 表姨           | 表舅 表姨           | 表舅 表姨           |                    |                    | 表舅 表姨           | 表舅 表姨           | 表舅 表姨           | 表舅 表姨           | 表舅 表姨           | 表舅 表姨           |  |  |
| 堂舅 堂姨              | 堂舅 堂姨              | 堂舅 堂姨              | 堂舅 堂姨              | 堂舅 堂姨              | 堂舅 堂姨              |                    |                    | 表舅 表姨           | 表舅 表姨           | 表舅 表姨           | 表舅 表姨           | 表舅 表姨           | 表舅 表姨           |                    |                    | 父亲（爸爸）       | 父亲（爸爸）       | 父亲（爸爸）       | 父亲（爸爸）       | 父亲（爸爸） | 父亲（爸爸） |      |      | 母亲（媽媽） | 母亲（媽媽） | 母亲（媽媽）   | 母亲（媽媽）   | 母亲（媽媽）   | 母亲（媽媽）   |                |                | 舅父（舅舅、娘舅）  | 舅父（舅舅、娘舅）  | 舅父（舅舅、娘舅）  | 舅父（舅舅、娘舅）  | 舅父（舅舅、娘舅）  | 舅父（舅舅、娘舅）  |                |                | 姨母（阿姨）        | 姨母（阿姨）        | 姨母（阿姨）        | 姨母（阿姨）        | 姨母（阿姨）        | 姨母（阿姨）        |                    |                    | 表舅 表姨           | 表舅 表姨           | 表舅 表姨           | 表舅 表姨           | 表舅 表姨           | 表舅 表姨           |                    |                    | 表舅 表姨           | 表舅 表姨           | 表舅 表姨           | 表舅 表姨           | 表舅 表姨           | 表舅 表姨           |  |  |
|                        |                        |                        |                        |                        |                        |                    |                    |                     |                     |                     |                     |                     |                     |                    |                    |                    |                    |                    |                    |              |              |      |      |              |              |                |                |                |                |                |                |                     |                     |                     |                     |                     |                     |                |                |                     |                     |                     |                     |                     |                     |                    |                    |                     |                     |                     |                     |                     |                     |                    |                    |                     |                     |                     |                     |                     |                     |  |  |
| 表兄 表姊 表弟 表妹    | 表兄 表姊 表弟 表妹    | 表兄 表姊 表弟 表妹    | 表兄 表姊 表弟 表妹    | 表兄 表姊 表弟 表妹    | 表兄 表姊 表弟 表妹    |                    |                    | 表兄 表姊 表弟 表妹 | 表兄 表姊 表弟 表妹 | 表兄 表姊 表弟 表妹 | 表兄 表姊 表弟 表妹 | 表兄 表姊 表弟 表妹 | 表兄 表姊 表弟 表妹 |                    |                    |                    |                    |                    |                    | 自己         | 自己         | 自己 | 自己 | 自己         | 自己         |                |                |                |                |                |                | 表兄 表姊 表弟 表妹 | 表兄 表姊 表弟 表妹 | 表兄 表姊 表弟 表妹 | 表兄 表姊 表弟 表妹 | 表兄 表姊 表弟 表妹 | 表兄 表姊 表弟 表妹 |                |                | 表兄 表姊 表弟 表妹 | 表兄 表姊 表弟 表妹 | 表兄 表姊 表弟 表妹 | 表兄 表姊 表弟 表妹 | 表兄 表姊 表弟 表妹 | 表兄 表姊 表弟 表妹 |                    |                    | 表兄 表姊 表弟 表妹 | 表兄 表姊 表弟 表妹 | 表兄 表姊 表弟 表妹 | 表兄 表姊 表弟 表妹 | 表兄 表姊 表弟 表妹 | 表兄 表姊 表弟 表妹 |                    |                    | 表兄 表姊 表弟 表妹 | 表兄 表姊 表弟 表妹 | 表兄 表姊 表弟 表妹 | 表兄 表姊 表弟 表妹 | 表兄 表姊 表弟 表妹 | 表兄 表姊 表弟 表妹 |  |  |

## 父系家族稱謂表
|  |  |                      |                      |                      |                      | 曾祖父（太爺）       | 曾祖父（太爺）       | 曾祖父（太爺） | 曾祖父（太爺） | 曾祖父（太爺）      | 曾祖父（太爺）      |                     |                     |                     |                     |              |              | 曾祖母（太太） | 曾祖母（太太） | 曾祖母（太太） | 曾祖母（太太） | 曾祖母（太太） | 曾祖母（太太） |              |              |              |              | 外曾祖父（太爷） | 外曾祖父（太爷） | 外曾祖父（太爷） | 外曾祖父（太爷） | 外曾祖父（太爷） | 外曾祖父（太爷） |                      |                      |                      |                      |                      |                      | 外曾祖母（太太） | 外曾祖母（太太） | 外曾祖母（太太）     | 外曾祖母（太太）     | 外曾祖母（太太）     | 外曾祖母（太太）     |                      |                      |  |  |  |  |
|  |  |                      |                      |                      |                      | 曾祖父（太爺）       | 曾祖父（太爺）       | 曾祖父（太爺） | 曾祖父（太爺） | 曾祖父（太爺）      | 曾祖父（太爺）      |                     |                     |                     |                     |              |              | 曾祖母（太太） | 曾祖母（太太） | 曾祖母（太太） | 曾祖母（太太） | 曾祖母（太太） | 曾祖母（太太） |              |              |              |              | 外曾祖父（太爷） | 外曾祖父（太爷） | 外曾祖父（太爷） | 外曾祖父（太爷） | 外曾祖父（太爷） | 外曾祖父（太爷） |                      |                      |                      |                      |                      |                      | 外曾祖母（太太） | 外曾祖母（太太） | 外曾祖母（太太）     | 外曾祖母（太太）     | 外曾祖母（太太）     | 外曾祖母（太太）     |                      |                      |  |  |  |  |
|  |  |                      |                      |                      |                      |                      |                      |                |                |                     |                     |                     |                     |                     |                     |              |              |                |                |                |                |                |                |              |              |              |              |                  |                  |                  |                  |                  |                  |                      |                      |                      |                      |                      |                      |                  |                  |                      |                      |                      |                      |                      |                      |  |  |  |  |
|  |  |                      |                      |                      |                      |                      |                      |                |                |                     |                     |                     |                     |                     |                     |              |              |                |                |                |                |                |                |              |              |              |              |                  |                  |                  |                  |                  |                  |                      |                      |                      |                      |                      |                      |                  |                  |                      |                      |                      |                      |                      |                      |  |  |  |  |
|  |  | 姑祖母（姑婆）       | 姑祖母（姑婆）       | 姑祖母（姑婆）       | 姑祖母（姑婆）       | 姑祖母（姑婆）       | 姑祖母（姑婆）       |                |                |                     |                     | 祖父（爺爺）        | 祖父（爺爺）        | 祖父（爺爺）        | 祖父（爺爺）        | 祖父（爺爺） | 祖父（爺爺） |                |                |                |                |                |                | 祖母（奶奶） | 祖母（奶奶） | 祖母（奶奶） | 祖母（奶奶） | 祖母（奶奶）     | 祖母（奶奶）     |                  |                  |                  |                  | 舅祖父（舅公）       | 舅祖父（舅公）       | 舅祖父（舅公）       | 舅祖父（舅公）       | 舅祖父（舅公）       | 舅祖父（舅公）       |                  |                  | 姨祖母（姨婆）       | 姨祖母（姨婆）       | 姨祖母（姨婆）       | 姨祖母（姨婆）       | 姨祖母（姨婆）       | 姨祖母（姨婆）       |  |  |  |  |
|  |  | 姑祖母（姑婆）       | 姑祖母（姑婆）       | 姑祖母（姑婆）       | 姑祖母（姑婆）       | 姑祖母（姑婆）       | 姑祖母（姑婆）       |                |                |                     |                     | 祖父（爺爺）        | 祖父（爺爺）        | 祖父（爺爺）        | 祖父（爺爺）        | 祖父（爺爺） | 祖父（爺爺） |                |                |                |                |                |                | 祖母（奶奶） | 祖母（奶奶） | 祖母（奶奶） | 祖母（奶奶） | 祖母（奶奶）     | 祖母（奶奶）     |                  |                  |                  |                  | 舅祖父（舅公）       | 舅祖父（舅公）       | 舅祖父（舅公）       | 舅祖父（舅公）       | 舅祖父（舅公）       | 舅祖父（舅公）       |                  |                  | 姨祖母（姨婆）       | 姨祖母（姨婆）       | 姨祖母（姨婆）       | 姨祖母（姨婆）       | 姨祖母（姨婆）       | 姨祖母（姨婆）       |  |  |  |  |
|  |  |                      |                      |                      |                      |                      |                      |                |                |                     |                     |                     |                     |                     |                     |              |              |                |                |                |                |                |                |              |              |              |              |                  |                  |                  |                  |                  |                  |                      |                      |                      |                      |                      |                      |                  |                  |                      |                      |                      |                      |                      |                      |  |  |  |  |
|  |  |                      |                      |                      |                      |                      |                      |                |                |                     |                     |                     |                     |                     |                     |              |              |                |                |                |                |                |                |              |              |              |              |                  |                  |                  |                  |                  |                  |                      |                      |                      |                      |                      |                      |                  |                  |                      |                      |                      |                      |                      |                      |  |  |  |  |
|  |  | 表伯父 表叔父 表姑母 | 表伯父 表叔父 表姑母 | 表伯父 表叔父 表姑母 | 表伯父 表叔父 表姑母 | 表伯父 表叔父 表姑母 | 表伯父 表叔父 表姑母 |                |                | 姑母（姑姑）        | 姑母（姑姑）        | 姑母（姑姑）        | 姑母（姑姑）        | 姑母（姑姑）        | 姑母（姑姑）        |              |              | 父亲（爸爸）   | 父亲（爸爸）   | 父亲（爸爸）   | 父亲（爸爸）   | 父亲（爸爸）   | 父亲（爸爸）   |              |              | 母亲（媽媽） | 母亲（媽媽） | 母亲（媽媽）     | 母亲（媽媽）     | 母亲（媽媽）     | 母亲（媽媽）     |                  |                  | 表伯父 表叔父 表姑母 | 表伯父 表叔父 表姑母 | 表伯父 表叔父 表姑母 | 表伯父 表叔父 表姑母 | 表伯父 表叔父 表姑母 | 表伯父 表叔父 表姑母 |                  |                  | 表伯父 表叔父 表姑母 | 表伯父 表叔父 表姑母 | 表伯父 表叔父 表姑母 | 表伯父 表叔父 表姑母 | 表伯父 表叔父 表姑母 | 表伯父 表叔父 表姑母 |  |  |  |  |
|  |  | 表伯父 表叔父 表姑母 | 表伯父 表叔父 表姑母 | 表伯父 表叔父 表姑母 | 表伯父 表叔父 表姑母 | 表伯父 表叔父 表姑母 | 表伯父 表叔父 表姑母 |                |                | 姑母（姑姑）        | 姑母（姑姑）        | 姑母（姑姑）        | 姑母（姑姑）        | 姑母（姑姑）        | 姑母（姑姑）        |              |              | 父亲（爸爸）   | 父亲（爸爸）   | 父亲（爸爸）   | 父亲（爸爸）   | 父亲（爸爸）   | 父亲（爸爸）   |              |              | 母亲（媽媽） | 母亲（媽媽） | 母亲（媽媽）     | 母亲（媽媽）     | 母亲（媽媽）     | 母亲（媽媽）     |                  |                  | 表伯父 表叔父 表姑母 | 表伯父 表叔父 表姑母 | 表伯父 表叔父 表姑母 | 表伯父 表叔父 表姑母 | 表伯父 表叔父 表姑母 | 表伯父 表叔父 表姑母 |                  |                  | 表伯父 表叔父 表姑母 | 表伯父 表叔父 表姑母 | 表伯父 表叔父 表姑母 | 表伯父 表叔父 表姑母 | 表伯父 表叔父 表姑母 | 表伯父 表叔父 表姑母 |  |  |  |  |
|  |  |                      |                      |                      |                      |                      |                      |                |                |                     |                     |                     |                     |                     |                     |              |              |                |                |                |                |                |                |              |              |              |              |                  |                  |                  |                  |                  |                  |                      |                      |                      |                      |                      |                      |                  |                  |                      |                      |                      |                      |                      |                      |  |  |  |  |
|  |  | 表兄 表姊 表弟 表妹  | 表兄 表姊 表弟 表妹  | 表兄 表姊 表弟 表妹  | 表兄 表姊 表弟 表妹  | 表兄 表姊 表弟 表妹  | 表兄 表姊 表弟 表妹  |                |                | 表兄 表姊 表弟 表妹 | 表兄 表姊 表弟 表妹 | 表兄 表姊 表弟 表妹 | 表兄 表姊 表弟 表妹 | 表兄 表姊 表弟 表妹 | 表兄 表姊 表弟 表妹 |              |              |                |                |                |                | 自己           | 自己           | 自己         | 自己         | 自己         | 自己         |                  |                  |                  |                  |                  |                  | 表兄 表姊 表弟 表妹  | 表兄 表姊 表弟 表妹  | 表兄 表姊 表弟 表妹  | 表兄 表姊 表弟 表妹  | 表兄 表姊 表弟 表妹  | 表兄 表姊 表弟 表妹  |                  |                  | 表兄 表姊 表弟 表妹  | 表兄 表姊 表弟 表妹  | 表兄 表姊 表弟 表妹  | 表兄 表姊 表弟 表妹  | 表兄 表姊 表弟 表妹  | 表兄 表姊 表弟 表妹  |  |  |  |  |

## 文化

### 香港
在1997年回归之前，将从中国大陆来香港的人称为「表叔」，源自样板戏《红灯记》中李铁梅的一句唱段"我家的表叔数不清"，略贬义。